# 714. Infanterie-Division (Wehrmacht)
Die 714. Infanterie-Division war eine deutsche Infanteriedivision im Zweiten Weltkrieg.

## Geschichte

### Aufstellung
Die Division wurde am 1. Mai 1941 für den Wehrkreis I (Braunsberg) durch den Wehrkreisbefehlshaber Prag im Rahmen der 15. Aufstellungswelle als statischer Verband mit zwei Regimentern aufgestellt:
- Infanterie-Regiment 721 (Prag) mit drei Bataillonen aus einem Personalrahmen der Divisionsnummer 141
- Infanterie-Regiment 741 (Budweis) mit drei Bataillonen aus einem Personalrahmen der Divisionsnummer 151
- Artillerie-Abteilung 661 mit drei Batterien

Auch die Divisionstruppen entsprachen nicht der einer damaligen Frontdivision. Vielmehr wurde nur die Pionier-Kompanie 714 und einer Nachrichten-Kompanie 714 gebildet.
Nach Abschluss von Aufstellung und Ausbildung wurde die Division schon im Juni dem XI. Armee-Korps der 2. Armee in Jugoslawien unterstellt.

### Besatzungstruppe Serbien
Nach der Zerschlagung Jugoslawiens und der Neugliederung in Teilstaaten, erfolgte ab Juli 1941 der Einsatz der Division als Besatzungstruppe im neu gebildeten Staat Serbien beim LXV. Armee-Korps der 12. Armee.
Im April 1942 wechselte das Unterstellungverhältnis bei der 12. Armee zum nunmehrigen Militärbefehlshaber Serbien. Diese Organisation blieb bis zu den größeren Operationen gegen die Kräfte der Jugoslawischen Volksarmee Anfang 1943 so.
Während der Schlacht an der Neretva wechselte wegen des Einsatz im Gebiet des mit den Achskräften verbündeten Unabhängigen Staat Kroatien das Unterstellungsverhältnis zum Militärbefehlshaber Kroatien bei der 12. Armee. Im März wurde der Verband aus der Führung der 12. Armee herausgenommen und direkt der Heeresgruppe E unterstellt.

### Umgliederung
Am 15. Februar 1943 war eine Umgliederung der Division zu einer Jäger-Division befohlen worden. Hierzu wurden ältere Soldaten in den Mannschaftsgraden des Verbandes gegen jüngere Jahrgänge der Wehrkreise I, II, III und X ausgetauscht.
Mit der Umgliederung endet die Verbandgeschichte der 714. Infanterie-Division.

## 114. Jäger-Division

### Aufstellung durch Umbenennung
Per 1. April 1943 die Division wurde der Ursprungsverband in Kroatien als 114. Jäger-Division neu gegliedert:
- Jäger-Regiment 721 (aus Grenadier-Regiment 721)
- Jäger-Regiment 741 (aus Grenadier-Regiment 741)
- Artillerie-Regiment 661 (durch Ausbau der Artillerie-Abteilung 661 auf drei Abteilungen)
- Pionier-Bataillon 114 (aus dem Rahmen der Pionier-Kompanie 714)
- Nachrichten-Abteilung 114 (aus dem Rahmen der Nachrichten-Kompanie 714)
- Radfahr-Abteilung 114
- Panzerjäger-Abteilung 114
- weitere Divisionstruppen Nr. 114

Nach der Aufstellung unterstand die Division für vier Monate zunächst weiterhin dem Befehlshaber Kroatien bei der Heeresgruppe E.
Von September 1943 an war der Verband dem XV. Armee-Korps der  2. Panzerarmee bei der Heeresgruppe F in Kroatien unterstellt.
Die Division erhielt den Auftrag Momčilo Đujić und seine Dinarische Tschetnik-Division festzusetzen.
Da die Division aber den Schutz von Verkehrswegen übernommen hatte, wurde der Auftrag nicht ausgeführt.

### Verlegung nach Italien
Im Januar 1944 wurde die Division nach Italien befohlen und sammelte sich im Raum Fiume.
Zuerst war der Verband im Februar dem Militärbefehlshaber Adriatisches Küstenland bei der 14. Armee der Heeresgruppe C im Bereich der Heeresgruppe Südwest zugeordnet. gelandet.

### Nettuno
Am 22. Januar waren im Raum Nettuno-Anzio im Rahmen der alliierten Operation Shingle amerikanische Streitkräfte hinter der der südlicher liegenden deutschen Verteidigungslinie quer durch Italien. Gemeinsam mit der 715. Infanterie-Division kämpfte die Division am alliierten Landungsraum von Nettuno. Der Verband wurde in diesem Einsatzraum von LXXVI. Armee-Korps der 14. Armee geführt.

### Raum Monte Cassino
Ab April 1944 folgte der Einsatz an der Gustav-Linie bei Monte Cassino beim LI. Armee-Korps der 10. Armee.
Nachdem sich die deutschen Kräfte kämpfend immer weiter nach Norden zurückzogen erfolgte im Oktober 1944 im Raum Rimini die Unterstellung der Division wieder beim LXXVI. Armee-Korps, welches inzwischen zur 10. Armee gehörte.
Sich weiter zurückziehend, erfolgte im November die Unterstellung beim Militärbefehlshaber Venezianische Küste. Dieser Stab wurde für die Aufstellung des LXXIII. Armee-Korps verwendet, welches dann bis Februar 1945 die Division und bis Ende Dezember die 356. Infanterie-Division im Raum Ravenna führte.
Anfang 1945 wurde die ehemalige II. Abteilung / Artillerie-Regiment 671 als neue IV. Abteilung in das Artillerie Regiment 661 der Division eingegliedert.
Im März 1945 wurde der Verband der 14. Armee bei der Heeresgruppe C zugeteilt und war mit einem Personalbestand von nur noch knapp 1.000 Mann zuvor fast vollständig aufgerieben worden. Im April traf die alliierte Frühjahrsoffensive in Italien den nun dem LI. Armee-Korps unterstellten Verband, der sich aus Montese zurückziehen musste.

### Kapitulation
Ende April 1945, auf die Stärke von zwei Bataillone reduziert, gingen die Reste der Division im Raum Brescia in US-amerikanische Kriegsgefangenschaft.
Der letzte Divisionskommandeur Strahammer wurde im Mai 1945 unter ungeklärten Umständen in der Kriegsgefangenschaft erschossen.

## Kriegsverbrechen

### Einsatz als 714. Infanterie-Division (Jugoslawien)
Bei dem Einsatz der 704. Infanterie-Division, 714. Infanterie-Division, 717. Infanterie-Division und 718. Infanterie-Division kam es zu einer Vielzahl von kriegsrechtswidrigen Sühnemaßnahmen im besetzten Gebiet des ehemaligen Jugoslawien. Selbst unter Berücksichtigung des von Generalfeldmarschall Wilhelm Keitel durch das Oberkommando der Wehrmacht Mitte September 1941 erlassenen, sogenannten Sühnebefehls, welcher eine Hinrichtung von 50 bis 100 Zivilpersonen für jeden aus dem Hinterhalt verwundeten oder getöteten deutschen Soldaten festlegte, wurden in vielen Fällen willkürlich mehr Menschen erschossen, sodass diese Aktionen schon damals als Kriegsverbrechen zu sehen waren.

### Einsatz als 114. Jäger-Division (Italien)
Laut des von der Deutschen Bundesregierung finanzierten und von einer Historikerkommission geleiteten Projekts Atlante degli Stragi Naziste e Fasciste in Italia (dt. Atlas der nazistischen und faschistischen Massaker in Italien) wurden im Zeitraum September 1943 bis April 1945 bei Massakern und Exekutionen in Italien etwa 180 Menschen von Angehörigen der Division getötet.
Im Juni 1944 verübten Teile der Division bei Filetto di Camerda das Massaker am Gran Sasso. Ein Trupp der Nachrichten-Abteilung 114 war von Partisanen überfallen worden und es kam angeblich zu vier Toten, was später zu zwei Toten korrigiert wurde. Als Vergeltung wurden 22 männliche Zivilisten „z. T. bei erneuten bewaffneten Widerstand“ oder bei der „Flucht“ erschossen.
Ende des gleichen Monats folgte das Massaker von Gubbio. Nach einem Anschlag auf zwei Angehörige des III. Bataillons des Jäger-Regiments 721 wurden 40 Personen im Alter von 17 bis 60 Jahre durch Angehörige des II. Bataillons des Jäger-Regiments 721 erschossen. Als Hauptverantwortlicher für das Massaker wurde der als brutal geltende Divisionskommandeur Boelsen festgestellt.
Ende November 1944 folgte bei Ravenna durch das Jäger-Regiment 721 das Massaker von Madonna dell’Albero mit 56 Toten, darunter 17 Frauen und 16 Kinder.
Nach Kriegsende wurde die Division 1946 im Bericht UK-66, einem britischen Dokument über German Reprisals for Partisan Activities in Italy aufgeführt, welcher bei den Nürnberger Prozessen berücksichtigt wurde. Es wurde nachgewiesen, dass ein großer Teil der Kriegsverbrechen in Italien von der Fallschirm-Panzer-Division 1 Hermann Göring durchgeführt wurden. Nachfolgend wird die 1. Fallschirmjäger-Division, die 16. SS-Panzergrenadier-Division und die 114. Jäger-Division aufgeführt.

## Kommandeur
- Generalmajor/Generalleutnant Friedrich Stahl: von der Aufstellung bis Dezember 1942
- Generalmajor Josef Reichert: von Januar 1943 bis Februar 1943
- Generalleutnant Karl Eglseer: von Februar 1943 bis Dezember 1943
- Oberst/Generalmajor Alexander Bourquin: von Dezember 1943 bis Mitte Mai 1944
- Generalmajor Hans Boelsen: von Mitte Mai 1944 bis Mitte Juli 1944
- Oberst/Generalmajor Hans-Joachim Ehlert: von Mitte Juli 1944 bis April 1945
- Oberst/Generalmajor Martin Strahammer: April 1945

## Gliederung
1941
- Infanterie-Regiment 721 (Prag)
- Infanterie-Regiment 741 (Budweis)
- Artillerie-Abteilung 661 mit drei Batterien
- Divisions-Einheiten 714 mit jeweils nur einer Pionier-Kompanie 714 und einer Nachrichten-Kompanie 714

1943
- Grenadier-Regiment 721 (aus dem Infanterie-Regiment 721), später Jäger-Regiment 721
- Grenadier-Regiment 741 (aus dem Infanterie-Regiment 741), später Jäger-Regiment 741
- Artillerie-Abteilung 661 (später zum Regiment verstärkt)
- Pionier-Bataillon 114 (aus der Pionier-Kompanie 714)
- Jäger-Divisions-Nachrichten-Abteilung 114 (aus der Nachrichten-Kompanie 714)
- Radfahr-Abteilung 114
- Panzerjäger-Abteilung 114

## Bekannte Divisionsangehörige
- Matthias Defregger: Befehlshaber beim Massaker am Gran Sasso, Kommandeur der Nachrichten-Abteilung 114